# Get Lifted
Get Lifted is het debuutalbum van de Amerikaanse r&b-zanger John Legend. Het is uitgebracht op 28 december 2004, Legends 26e verjaardag. Het album bevat optredens van Kanye West (tevens producer) en Snoop Dogg. Wereldwijd werden er 3 miljoen exemplaren verkocht. In de Verenigde Staten werd het album platina.
Van het album werden 4 singles uitgebracht: Used To Love U, Ordinary People, Number One en So High. Alleen de eerste twee singles haalden de Amerikaanse hitlijsten. In 2006 won het album een Grammy Award voor beste r&b-album.

## Tracks
1. "Prelude" – 0:44
2. "Let’s Get Lifted" – 3:37
3. "Used To Love U" – 3:30
4. "Alright" – 3:20
5. "She Don’t Have To Know" – 4:52
6. "Number One" – 3:18
7. "I Can Change" – 5:01
8. "Ordinary People" – 4:41
9. "Stay With You" – 3:49
10. "Let’s Get Lifted Again" – 2:18
11. "So High" – 5:07
12. "Refuge (When It’s Cold Outside)" – 4:13
13. "I Don’t Have To Change" – 3:23
14. "Live It Up" – 4:35
15. "Johnny’s Gotta Go" – 3:25 (Japanse bonustrack)
16. "Money Blown" – 4:43 (Japanse bonustrack)
17. "So High (Remix) " – 3:52 (Japanse bonustrack)